# El Hospitalito
El Hospitalito es un inmueble ubicado en el Centro de Puebla de Zaragoza, compuesto por una iglesia y varios patios. De título original "de San Juan de Letrán", su construcción inició alrededor de los años de 1534 y 1537 con la finalidad de funcionar como hospital. Eventualmente pasaría a funcionar como colegio de niñas y asilo de ancianos, terminando al fin convirtiéndose en el Museo Amparo.

## Historia
En 1532, después de la refundación de la ciudad en la ribera occidental del Río de San Francisco, el ayuntamiento cedió cuatro solares al sur de la traza para edificar el primer hospital de la ciudad, el cual llevaría el nombre de Hospital de San Juan de Letrán (siendo apodado por el pueblo después como el Hospitalito). Su construcción se logró de limosnas de todos los vecinos, así como del virrey Don Antonio de Mendoza y del Emperador Don Carlos. Fue donado al papa Pablo III, que lo agregó a la iglesia de San Juan de Letrán, gozando de los privilegios e indulgencias de ésta, y recibiendo el patronato de fray Julián Garcés, primer obispo de Tlaxcala En su momento, atendió sólo a mujeres.
Con la investidura de Don Juan de Palafox y Mendoza como obispo, fue convertido en 1642 en un colegio de niñas vírgenes, renombrando el local como Colegio de la Purísima Concepción, enviándose todo paciente al hospital de San Pedro. En 1676 Don Manuel Fernández de Santa Cruz lo transformaría en dos colegios, el anteriormente dicho de la Concepción para niñas pobres, y el otro para mujeres casadas y separadas, llamado Colegio de San José de Gracia.   En 1718 el obispo Don Pedro Nogales Dávila restauró el primero en colegio de vírgenes y tornó el otro en depósito de mujeres casadas, institución la última que permitía vivir honradamente a mujeres que por situación de viudez, divorcio, separación u orfandad se encontraban solas. La reconstrucción de la antigua iglesia, muy dañada por los años, inició en 1707, y hasta 1721 se terminó la iglesia que hasta hoy existe, debido a varios terremotos que interrumpieron las obras.
En el siglo XIX con la promulgación de las Leyes de Reforma (1855-1860) los edificios (salvo la iglesia) cambiaron su uso, convirtiéndose en casa habitación uno, y asilo de ancianos el otro. Desde 1871, el primero fue la casa de don Vicente Espinosa Bandini, abuelo de don Manuel Espinosa Yglesias.
Finalmente, en la década de 1980, ambos edificios fueron cedidos a la Fundación Amparo, que remodeló los mismos bajo la dirección del arquitecto Pedro Ramírez Vázquez. Al fin, en 1991 se realizó la inauguración del recinto, con el nombre de Museo Amparo. En 2011, en el marco de su vigésimo aniversario, se inició una cuidadosa transformación arquitectónica para convertirlo en un museo contemporáneo bajo la dirección del arquitecto Enrique Norten.

## Iglesia de San Juan de Letrán

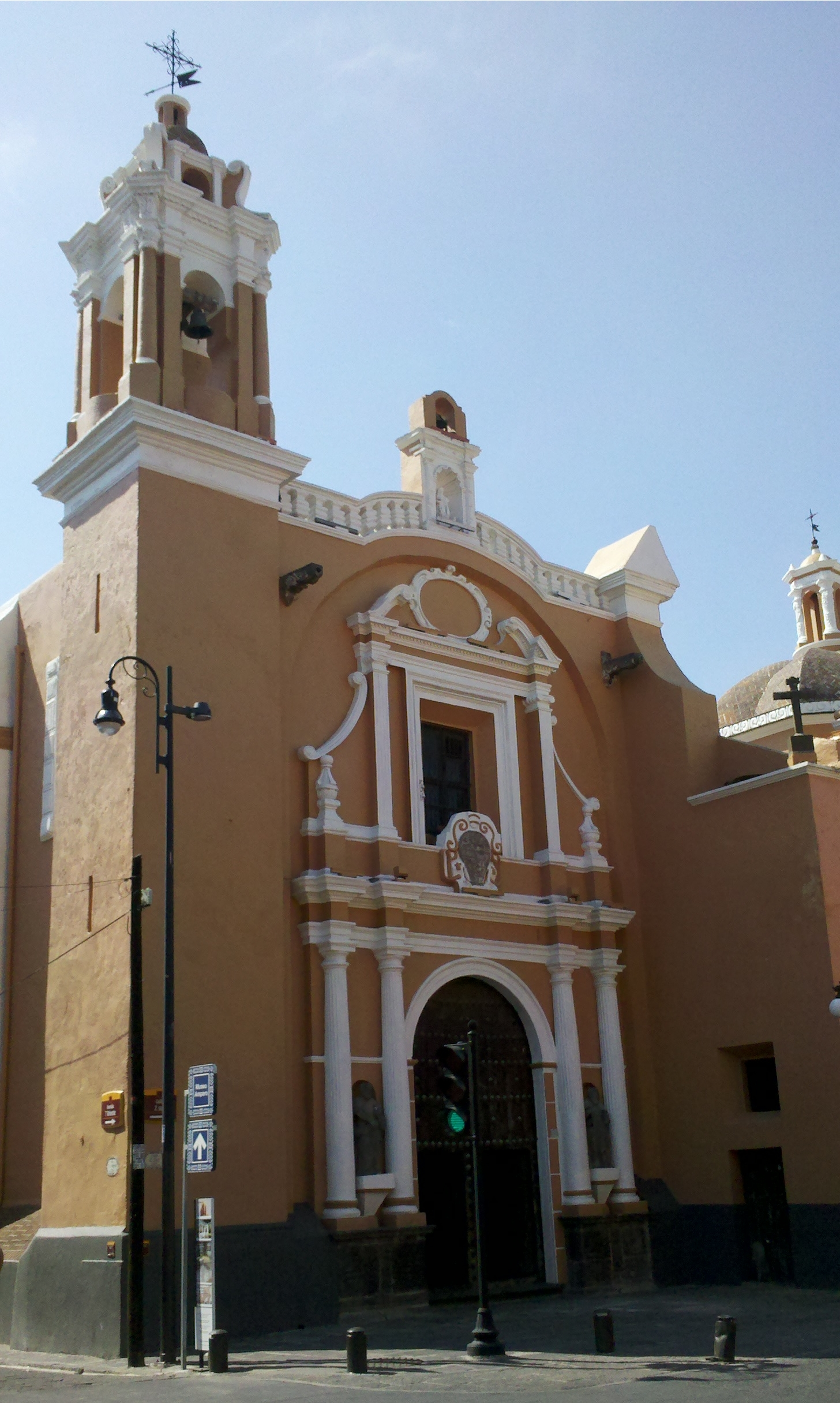
Fachada de la iglesia en 2014.

La iglesia de San Juan de Letrán es un templo bastante simple y pequeño, con un pequeño atrio en la esquina de las calles 2 Sur y 7 Poniente. Su fachada es barroca, con un medallón arriba de su puerta, representando el escudo del papa Inocencio XIII, y dos estatuas a ambos lados de la misma, representando a los santos Pedro y Pablo. En la cima de ésta, en la esquina norte, hay un pequeño campanario de dos cuerpos, rematado por una cruz de hierro forjado. De éste sale una balaustrada que termina en una almena en la orilla opuesta de la fachada, que posee a la mitad un pequeño nicho albergando una estatua de la Virgen coronado por una espadaña con una sola campana de pequeño tamaño. 
Son cinco contrafuertes los que sostienen las paredes del templo que dan hacia la calle 7 Poniente, además del del campanario mismo. En éstas se encuentra una portada lateral, tapiada mucho tiempo ha, rematada con un nicho de San José. Desde la misma calle se destaca la pequeña y simple cúpula, con cuatro ventanas y de pequeño tamaño, rematada por una cruz. 
La disposición del templo es lineal, de una sola nave y con una simple bóveda cubriéndola, sólo interrumpida por la pequeña cúpula. Su interior tiene una disposición típica; es decir, el sotocoro en la entrada y el presbiterio elevado. Su decoración es neoclásica, con cuatro altares laterales y uno mayor. Éste es de menor tamaño que los laterales, y expone un Cristo crucificado, a los pies del cual está la Magdalena.  
Posee una pequeña capilla lateral, de forma cruciforme y con una espadaña doble que da a la calle 2 Sur, y una cúpula de pequeñas proporciones. De paredes mucho más ornamentadas que el templo principal (con frescos y adorno de estuvo), dispone además de tribunas altas desde donde las cuales escuchaban misa las colegialas. Carece, sin embargo, de retablo. Por lo tanto, a pesar de poseer un altar (sólo el tridentino, no se ha añadido el novus ordo), la pared del mismo aparece vacía.